# Fundas de nieve

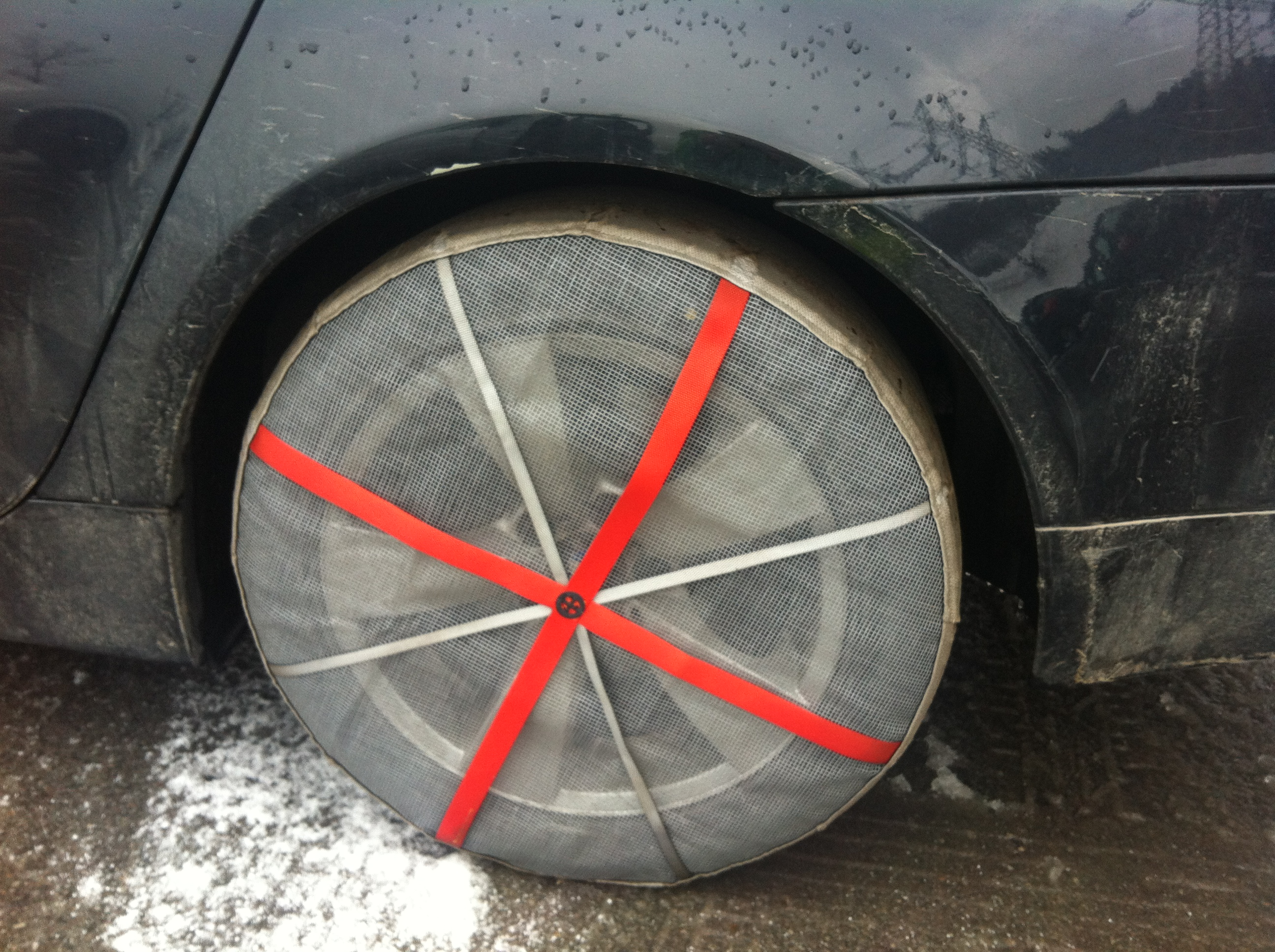
Funda de nieve

Las fundas de nieve o calcetines para la nieve son una alternativa a las cadenas para la nieve y neumáticos de invierno.

## Tipos
Actualmente existen dos tipos de fundas para nieve: las fundas textiles y las fundas en materiales compuestos. No hay que olvidar que la mayoría de las fundas de nieve no están aceptadas como equipamiento especial para el invierno.

### Textiles
Las fundas de nieve textiles, que tienen forma de funda de tela, cubren el neumático aislándolo de la nieve. Respecto a los vehículos actuales, estas fundas son perfectamente compatibles con los sistemas de seguridad (ABS, ESP) y no deterioran las llantas de aluminio. El compuesto principal de las fundas de nieve es el poliéster, su fibra permite la absorción del agua y aumenta la adherencia. Con este tipo de fundas podemos circular a una velocidad de hasta 50 km/h.

### Materiales compuestos
Actualmente existen también fundas para la nieve de materiales compuestos. Esta innovación fue creada por el fabricante Michelin, que creó la primera funda para nieve de materiales compuestos : Easy Grip. Este modelo tiene una red adaptada a una banda elástica interior que facilita su instalación. Además cuenta con 150 eslabones de acero que maximizan la adherencia a la carretera nevada y hielo. Este tipo de funda de nieve también es compatible con los sistemas ABS y ESP. Este modelo ha sido homologado como equipamiento de invierno. 